# Halman's Walk
Pour plus de détails, voir Fiche technique et Distribution.
Halman's Walk est un film français de Jean-Baptiste Decavèle réalisé en 2003. Il a reçu le prix Villa Médicis hors les murs.
Ce film, réalisé en Afrique du Sud, est un essai sur la culpabilité et le pardon. Il met en question la matérialité et la temporalité de l'image DV rapportée à un déplacement physique et géographique.

## Fiche technique
- Image, montage : Jean-Baptiste Decavèle
- Voix off : Michaël Lonsdale
- Son : Nicolas Gerber
- Chef opérateur : Boris Belay
- Avec le soutien de The Mark Coetzee's Gallery, Le Cap

## Distinctions
- 2003 : Villa Médicis hors les murs, AFAA.